# Eugénie Anselin
Eugénie Anselin (* 1992 in Paris) ist eine franko-luxemburgische Theater- und Filmschauspielerin.

## Leben
Eugénie Anselin wuchs in Deutschland und in Luxemburg auf. Von 2011 bis 2016 studierte sie Schauspiel an der Zürcher Hochschule der Künste. Sie war schon als Jugendliche mit Nebenrollen in Filmen zu sehen und während des Studiums auch bereits im Theater präsent. Ihre Mehrsprachigkeit qualifiziert sie für Rollen in verschiedensprachigen Produktionen. Theaterrollen übernahm sie unter anderem am Kasemattentheater und am Grand Théâtre de la Ville de Luxembourg. 2021 spielte sie am Théâtre du Rond-Point in Paris unter der Regie von Charles Tordjman neben Philippe Fretun die Hauptrolle in dem Stück La Plus Précieuse des marchandises.
Im Kino trat sie in der Rolle der „Mathilde“, der Schwester des Protagonisten, in dem auf Lëtzebuergesch gedrehten Film Eng nei Zäit des luxemburgischen Regisseurs Christophe Wagner hervor. Sie spielte auch in Die dunkle Seite des Mondes als „Pat“ und in Der Hauptmann als „Irmgard“ mit. In der kanadischen Fantasykomödie Dreamland (2019) von Bruce McDonald trat sie zusammen mit der litauisch-luxemburgischen Filmschauspielerin und Autorin Gintarė Parulytė in einer englischsprachigen Kinoproduktion auf. In Hauptrollen war sie in dem Historiendrama Lost Transport (2022) von Saskia Diesing (neben Hanna van Vliet und Anna Bachmann) und in der französischen Filmkomödie Complètement Cramé ! von Gilles Legardinier (neben John Malkovich und Émilie Dequenne) zu sehen. Ihr Regiedebüt gab sie 2022 mit dem Kurzfilm Adam, den sie zusammen mit Antoine de Saint Phalle drehte. Mehrfach war sie an Filmen oder Stücken beteiligt, die das Ende des Zweiten Weltkriegs thematisieren (so Eng nei Zäit, Der Hauptmann, Lost Transport, La Plus Précieuse des marchandises). Sie lebt in Berlin.

## Filmografie (Auswahl)
- 2007: Freigesprochen
- 2009: Verso
- 2011: Weemseesdet (Fernsehserie, ? Folgen)
- 2012: Mobile Home
- 2015: Eng nei Zäit
- 2015: Die dunkle Seite des Mondes
- 2017: Der Hauptmann
- 2018: Bad Banks (Miniserie, Folge Die härteste Währung)
- 2018: Invisible Sue
- 2019: Wir beide (Deux)
- 2021: Der Zürich-Krimi: Borchert und die Zeit zu sterben (Fernsehreihe)
- 2021: SOKO Wismar (Fernsehserie, Folge Bodyguard)
- 2022: SOKO Leipzig (Fernsehserie, Folge Einsame Wölfe)
- 2024: Jakobs Ross